# Adam Ling
Adam Ling, né le 9 septembre 1991, est un rameur néo-zélandais.

## Palmarès

### Championnats du monde d'aviron
| Discipline | Aiguebelette 2015 France |
| ---------- | ------------------------ |
| Skiff, pl  | Or                       |